# ادوارد فیشر (قارچ‌شناس)
ادوارد فیشر (انگلیسی: Eduard Fischer; ۱۶ ژوئن ۱۸۶۱ – ۱۸ نوامبر ۱۹۳۹) قارچ‌شناس و گیاه‌شناس اهل سوئیس بود.